# التكرارات المترادفة القصيرة

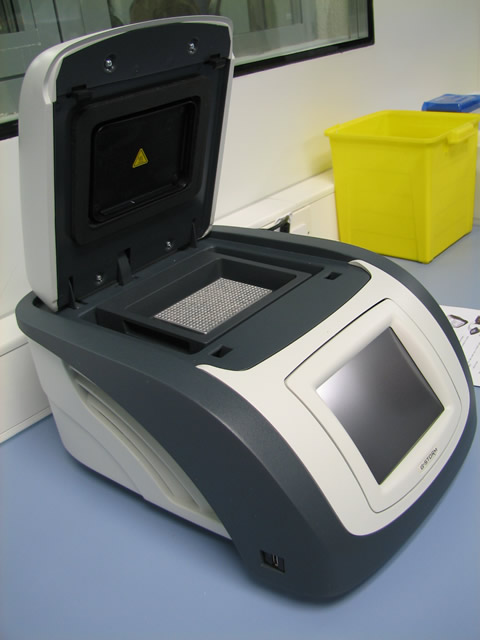

التكرارات المترادفة القصيرة (بالإنجليزية: Microsatellite)‏ أو ميكروساتليت  هي مناطق على الحمض النووي منقوص الاكسجين تحوي وحدات متكررة طولها 2-6 زوج قاعدة  يطلق عليها ميكروساتليت أو تكرار سلسلة بسيط  (SSRs)، لكن التسمية الشائعة هي التكرارات المترادفة القصيرة short tandem repeats (STRs).
تستخدم التكرارات المترادفة القصيرة على نطاق واسع لتحديد ملامح الحمض النووي في تشخيص السرطان، وفي تحليل القرابة (وخاصة اختبار الأبوة) وفي تحديد الطب الشرعي. كما أنها تستخدم في تحليل الوصلة الوراثية لتحديد موقع جين أو طفرة مسؤولة عن سمة أو مرض معين، وفي علم الوراثة السكاني لقياس مستويات الارتباط بين السلالات الفرعية والمجموعات والأفراد.

## اقرأ أيضا
- كرر ترادفي